# Uppe på vallmokullen
Uppe på Vallmokullen (japanska: コクリコ坂から, Kokuriko-zaka kara, bokstavligen 'Från vallmokullen'), är en japansk animerad dramafilm från 2011. Den regisserades av Gorō Miyazaki och producerades på Studio Ghibli. Manuset skrevs av Hayao Miyazaki och Keiko Niwa, och figurdesigner var Katsuya Kondō. Den engelska titeln är From Up on Poppy Hill.
Filmen är baserad på den japanska mangan med samma namn, tecknad av Chizuru Takahashi efter Tetsurō Sayamas manus. Handlingen kretsar kring 16-åriga Umi Matsuzaki, som går andra året på gymnasiet i Yokohama. Det är 1963, året innan sommar-OS i Tokyo och ett decennium efter att hennes far omkommit till sjöss. Genom sin lillasyster Sora blir hon involverad i arbetet med att rädda det gamla klubbhuset Quartier Latin och bekant med Shun, redaktör för skoltidningen.
Filmen hade japansk biopremiär 16 juli 2011 och blev årets mest besökta japanska film på bio samt den tredje totalt, utländska filmer inräknade. 21 december 2012 hade den svensk biopremiär, på 14 biografer i sammanlagt nio städer.

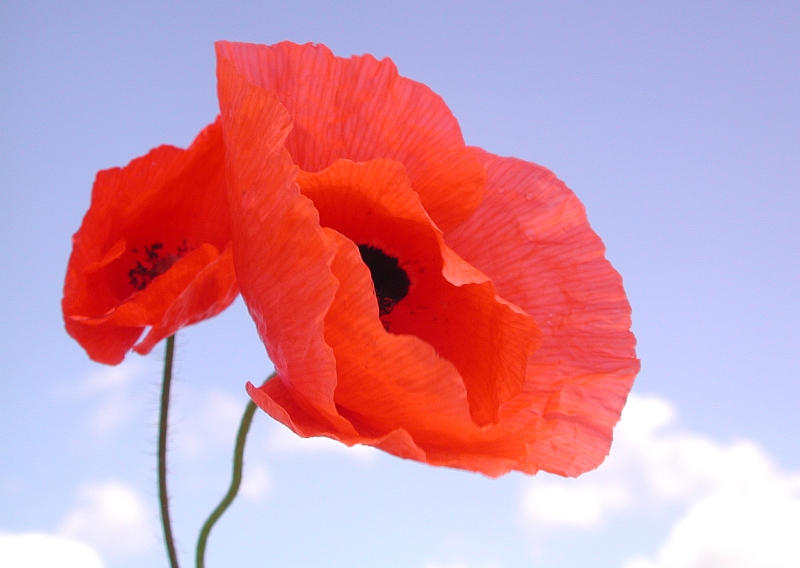
Kornvallmo, en vildväxande vallmosort vars namn ingår i filmens titel.

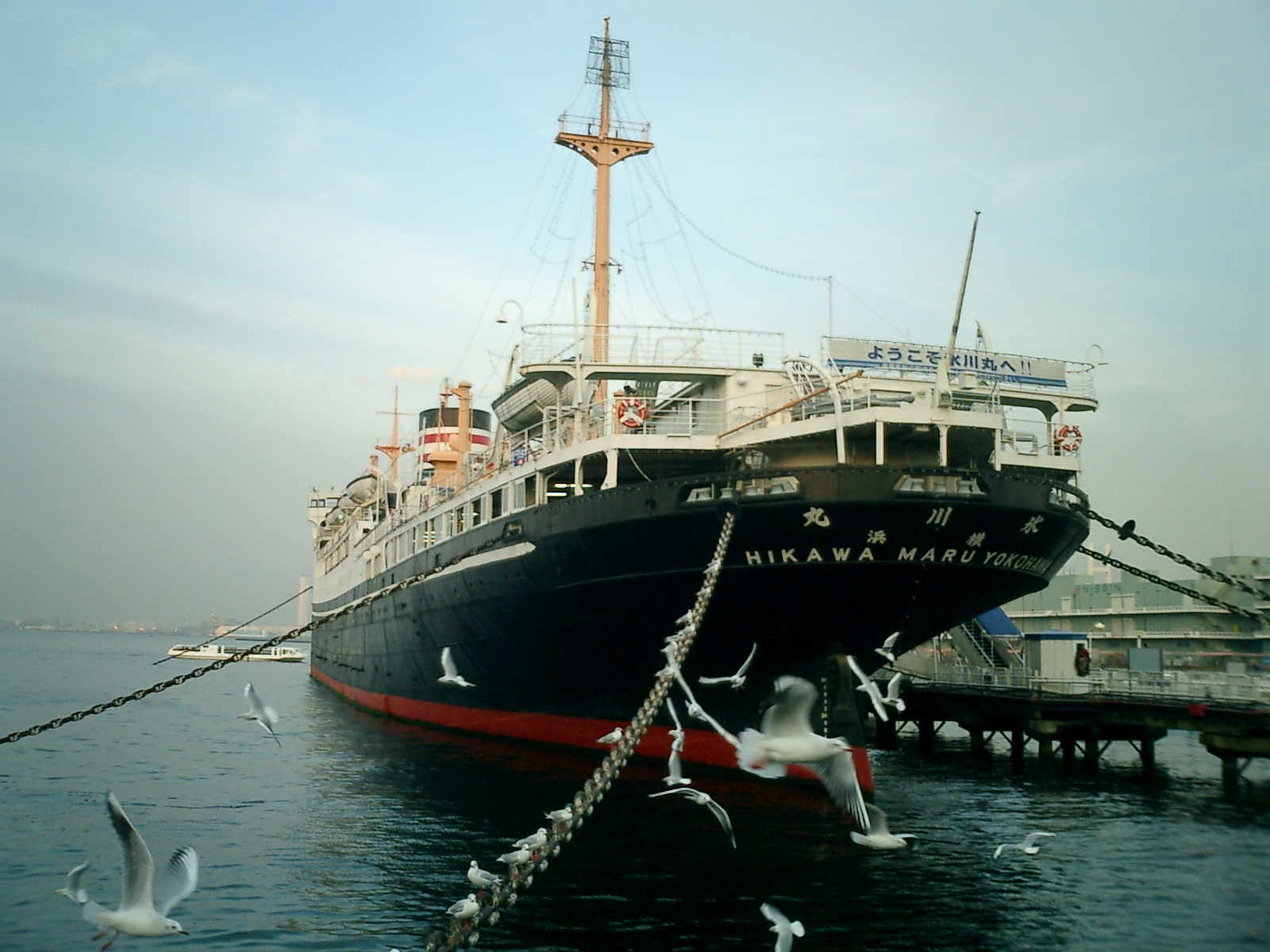
Den gamla oceanångaren Hikawa Maru, för ankar i Yokohamas hamn. Den passeras under Umis och Shuns hamnpromenad i filmen.

## Handling och teman

### Filmens handling
Berättelsen kretsar kring den 16-åriga Umi Matsuzaki. Hon bor i ett gammalt hus där rum hyrs ut till inackorderade, och för tillfället finns tre inackorderade – Sashiko, Miko och Yoshiko. Huset har fått namn efter sin belägenhet, där det tronar uppe på "Vallmokullen" (Kokuriko-zaka, bokstavligen 'Kornvallmokullen') med bra utsikt över redden utanför Yokohamas hamn men där vattnet närmast hamnen döljs av träd och hus.
Under Koreakriget tio år tidigare förlorade Umi sin far. Han var kapten på ett förrådsfartyg som exploderade sedan det gått på en mina utanför den koreanska halvön. Umi har en flaggstång på tomten, och i den reser hon varje dag de två signalflaggorna som signalerar "Far väl/Lycka till" till sjöfarande. Flaggresandet förblir inte obemärkt, och en dag läser hon i skoltidningen en dikt tillägnad den märkliga flaggsignalisten. Dikten är skriven av Kazama Shun, som sett flaggorna när han fått lift med pappas bogserbåt till skolan.
Shun går på samma skola som Umi och är aktiv i skolans kulturklubb, som också fungerar som redaktion för skoltidningen (Latinhusets veckoblad i den svenska översättningen). Klubben har sitt kontor i Quartier Latin, det gamla nedgångna trähus som inrymmer många av skolans klubbar och som skolans ledning planerar riva till förmån för ett nybygge. Detta river upp känslorna, mellan elever och skolledning och mellan olika elevgrupper.
Umi blir genom sin lillasyster Sora introducerad vid kulturklubbens redaktion och därmed närmare bekant med Shun. Hon visar honom ett foto där hennes far finns med, och samma foto finns hemma hos Shun! De två börjar nysta i vad detta kan innebära.

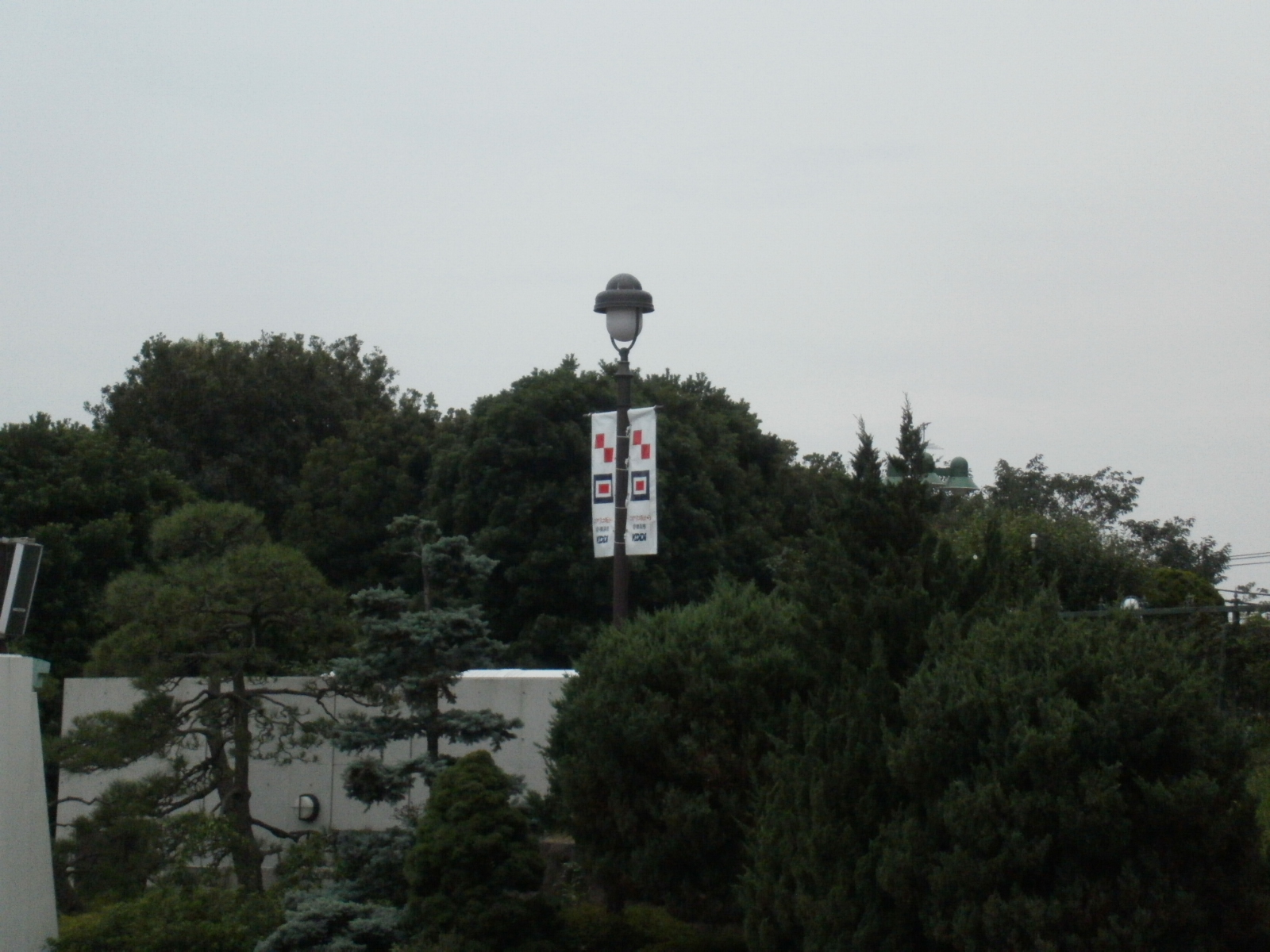
Kombinerade U- och W-flaggor i Utsiktsparken i hamnen i Yokohama. I filmen hissas den här flaggkombinationen både av Umi och Shun.

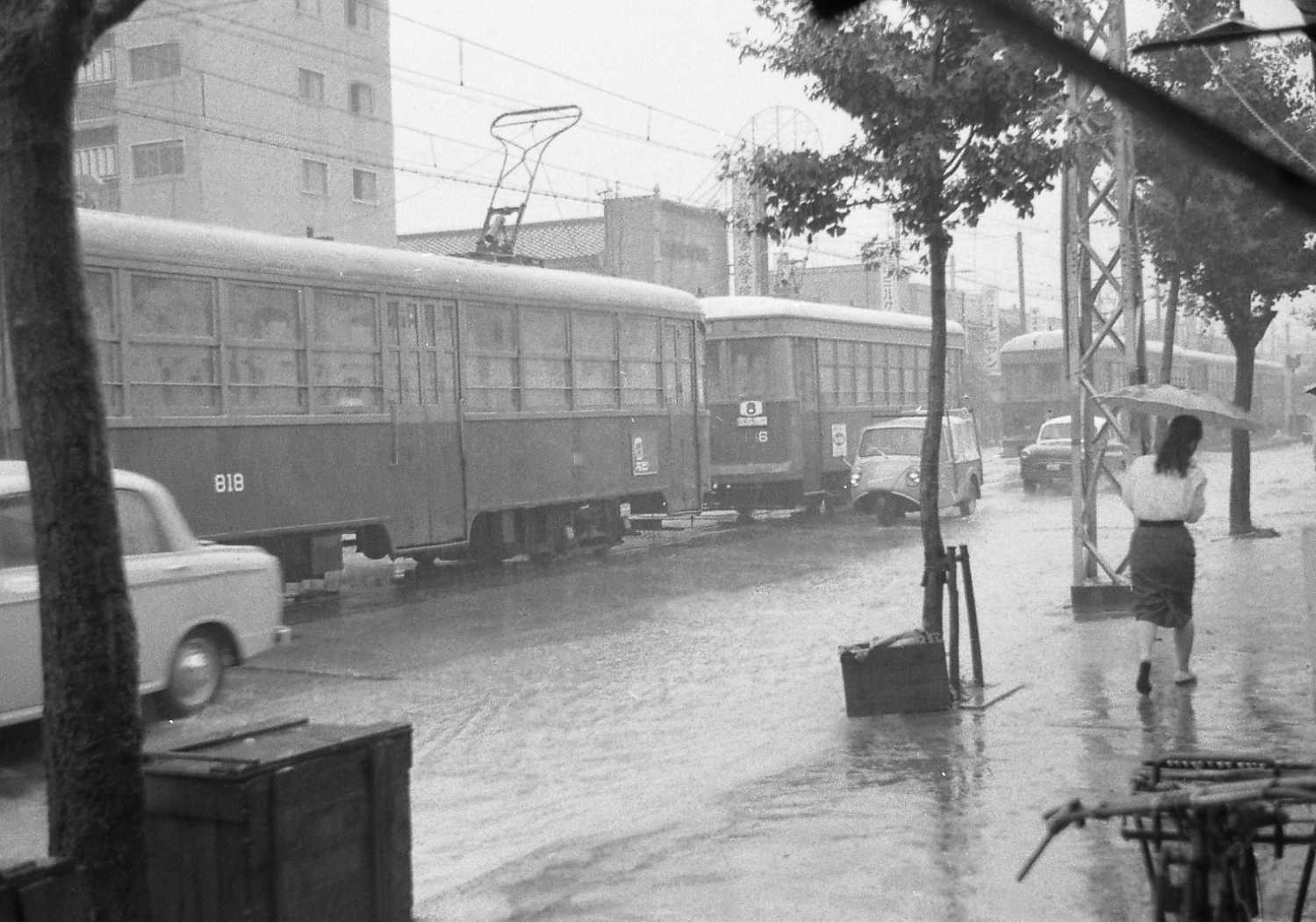
Japansk stadsbild från tidigt 1960-tal (här från Kobe), inklusive trehjulig skåpbil.

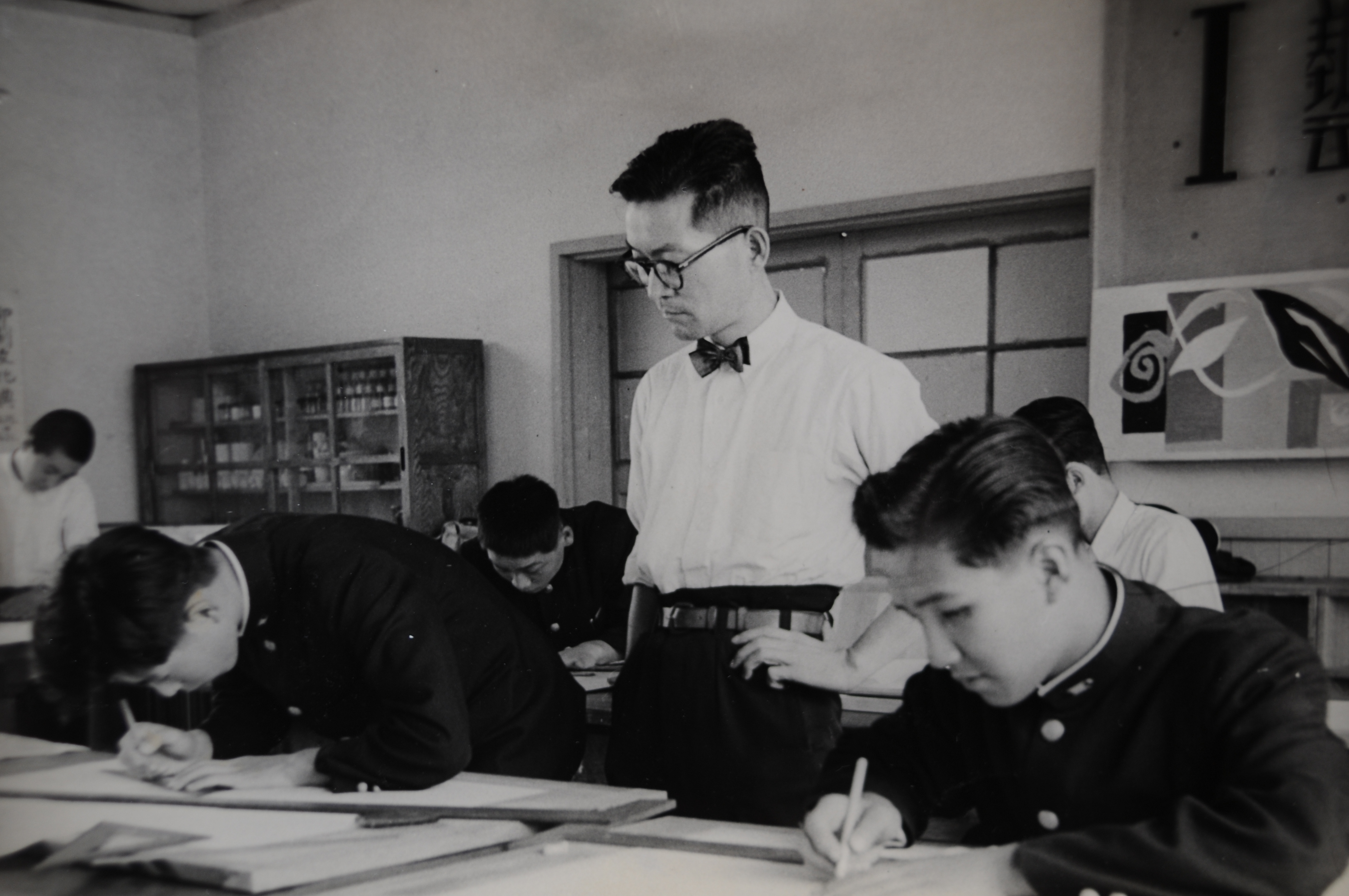
Japansk gymnasieklass år 1963, från Kanagawa-prefekturen där Yokohama är beläget.

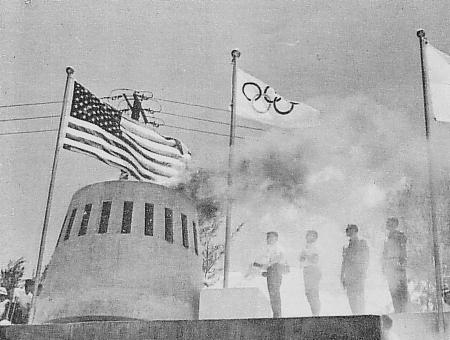
1964 års olympiska eld. Tokyo-OS var en symbol för det nya Japan som enligt vissa inte hade plats för gamla trähus.

### Teman
När Umi var liten, förklarade hennes far (som var sjöman) vad signalflaggor till sjöss betyder. Efter faderns död ute till havs, hissar Umi i hans minne varje morgon de två flaggorna för U och W. Tillsammans betyder flaggorna en önskan om en problemfri resa. Från sin styvfars bogserbåt, signalerar Shun i filmen med svarsflaggan följt av samma bokstäver.
Filmens manusförfattare valde att flytta filmens handling från sent 1970-tal till 1963. Medan mangan berättade om sin samtid, tecknar filmen ett porträtt av ett Japan från förr. I Japan anno 1963 finns det redan bilköer, men Yokohama är en tämligen grön hamnstad en bit från Tokyo och det är vanligt med trehjuliga små lastbilar på gatorna. Man är fullt upptagna med att planera inför nästa års OS, där Japan ska visa upp sig för omvärlden som en modern nation. Den lokala skolstyrelsens viljan att riva det gamla trähuset Quartier Latin och bygga upp ett nytt hus i dess ställe kan ses som ett exempel på mångas vilja vid den tiden att riva det gamla till förmån för det nya och moderna. 1963 är också två år efter de stora studentoroligheterna i Tokyo.
1963 som året före det stora OS-året figurerar även i Jirō Taniguchis manga Haruka na machi e (1998–1999). Den är en skildring av Taniguchis egna barndomsmiljöer i västjapanska Tottori, där huvudhandlingen är en tidsresa tillbaka till en 1990-talsmänniskas barndom. I den serien försöker huvudpersonen förklara för sin något klentrogna omgivning vilka medaljer Japan ska vinna i OS året efter. Taniguchis manga har på engelska fått titeln A Distant Neighborhood och på franska Quartier lointain. Båda är ungefärliga motsvarigheter till originalets "Till småstaden från längesedan". Den franska titeln råkar påminna om namnet på klubbhuset i Miyazakis film – "Quartier Latin". Det gamla trähuset minner med sitt franskklingande namn om tiderna från förr, då det var vanligare med franska ord och fraser i japanskan; 1963 kallas filmens huvudperson av sina klasskamrater för "Meru", ett japanskt uttal av hennes egentliga förnamn ("umi" betyder 'hav') översatt till franskans "Mer".
Mangans och filmens vallmotitel påminner om kornvallmoblomman som symbol för minnet av krigsoffer. Speciellt känd är den poppy appeal som är knuten minnet av de stupade under första världskriget. I den här mangan/filmen kan man koppla vallmon på kullen till Umis flagghissning och minnet av hennes far som dog under Koreakriget.

## Rollfigurer och röster

### Familjen Matsuzaki
- Umi Matsuzaki (japanska: 松崎海 Matsuzaki Umi?)[e] ♀ – Masami Nagasawa (長澤まさみ, Nagasawa Masami; dubbning på japanska)

Hon är äldsta dottern i en familj i ett stort gammalt hus där rum hyrs ut till inackorderingar. Hon har inte bestämt sig om hon ska bli läkare som sin farfar eller gifta sig och ta hand om pensionatet som mormor vill.
- Sora Matsuzaki (japanska: 松崎空 Matsuzaki Sora?) ♀ – Haruka Shiraishi (japanska: 白石 晴香 Shiraishi Haruka?)

Umis lillasyster.
- Riku Matsuzaki (japanska: 松崎陸 Matsuzaki Riku?) ♂ – Tsubasa Kobayashi (japanska: 小林翼 Kobayashi Tsubasa?)

Umis lillebror.
- Ryōko Matsuzaki (japanska: 松崎良子 Matsuzaki Ryōko?) ♀ – Jun Fubuki (japanska: 風吹ジュン Fubuki Jun?)

Forskare vid ett universitet i USA och ofta bortrest. Hon är mor till Umi, Sora och Riku. Ryōko är en representant för den moderna kvinnan; hon gick emot sina föräldrars vilja och gifte sig med en fiskare.
- Hana Matsuzaki (japanska: 松崎花 Matsuzaki Hana?) ♀ – Keiko Takeshita (japanska: 竹下景子 Takeshita Keiko?)

Mormor – i den svenska marknadsföringen betecknad som farmor men korrekt benämnd som mormor i den faktiska textningen – till Umi, Sora och Riku.
- Yūichi Sawamura (Sawamura Yūichi)

Syskonens far som i filmen minns från deras tidigast år. Han var sjökapten och omkom när hans förrådsbåt gick på en mina under Koreakriget.

### Klasskamrater
- Shun Kazama (japanska: 風間俊 Kazama Shun?) ♂ – Jun'ichi Okada (japanska: 岡田准一 Okada Jun'ichi?)

Redaktör för skoltidningen som under filmens gång blir bekant med Umi. Han är en våghalsig grabb som samtidigt är en idealist, inte minst i striden för bevarandet av det gamla klubbhuset.
- Shirō Mizunuma (japanska: 水沼史郎 Mizunuma Shirō?) ♂ – Shunsuke Kazama (japanska: 風間俊介 Kazama Shunsuke?)

Ordförande för elevrådet och Shuns vän.
- Yūko (優子) ♀ – Aoi Teshima (japanska: 手嶌葵 Teshima Aoi?)

Umis bästa vän.

### Övriga
- Sachiko Hirokōji (japanska: 広小路幸子 Hirokōji Sachiko?) ♀ - Rumi Hiiragi (japanska: 柊瑠美 Hiiragi Rumi?)

Ung kvinna som bor inackorderad på familjen Matsuzakis pensionat. Hon läser konst och målar tavlor med mycket färg. Hon är morgontrött (målar ofta till sent på kvällen) och har inte alltid koll på sociala koder. Umi/Meru kallar henne för "Hiro-san"
- Hokuto Miki (japanska: 北斗美樹 Miki Hokuto?) ♀ – Yuriko Ishida (japanska: 石田ゆり子 Ishida Yuriko?)

Ung kvinna som bor inackorderad på familjen Matsuzakis pensionat. Hon är en livlig läkarstudent.
- Yoshiko (佳子) ♀

Ung kvinna som bor inackorderad på familjen Matsuzakis pensionat. Hon är en hängiven sekreterare.
- Akio Kazama (japanska: 風間明雄 Kazama Akio?) ♂ – Omori Nao (japanska: 大森南朋 Omori Nao?)

Shuns (styv)far, som har ett burdust yttre men är hängiven sin familj.
- Yoshio Onodera (japanska: 小野寺善雄 Onodera Yoshio?) ♂ – Takashi Naito (japanska: 内藤剛志 Onodera Yoshio?)

Sjöman och gammal vän till Umis och Shuns föräldrar. Han var även nära vän till den strax efter kriget förolyckade Hiroshi Tachibana.
- skoldirektören Tokumaru (japanska: 徳丸理事長 Tokumaru riji-chō?) ♂ – Teruyuki Kagawa (japanska: 香川照之 Kagawa Teruyuki?)

Ansvarig på Tokumaru-stiftelsen som driver gymnasiet – Konanakademin (i svensk översättning Konanskolan) med cirka 900 elever – och affärsman med kontor inne i Tokyo.
- historielärare ♂ – Gorō Miyazaki

Källor: japanska röster, rollbeskrivningar

## Mangan och filmproduktionen

### Mangan
Uppe på vallmokullen baseras på mangan Kokurikozaka kara, skapad av Tetsurō Sayama (text) och Chizuru Takahashi (bild). Den publicerades kapitelvis i förlaget Kōdanshas shōjo-serietidning Nakayoshi, från januari till augusti 1980. Berättelsen samlades sedan i två tankōbon-volymer, september respektive december 1980. Berättelsen återtrycktes av förlaget Kadokawa Shoten 10 juli 2010 (i en samlingsvolym på 310 sidor), tillsammans med en öppen förfrågan till köparna signerad Hayao Miyazaki huruvida denna shōjomanga kunde vara något att basera en film på.
Till skillnad från filmadaptationens 1963 utspelas mangan i det sena 1970-talets Yokohama. Berättelsens huvudfigur, Umi Komatsuzaki (i filmen Umi Matsuzaki), är en kvinnlig gymnasist som är tvungen att snabbt bli vuxen, eftersom hennes far försvunnit.

### Produktionen
Filmen är den 18:e långfilmen producerad av Studio Ghibli, och den hade premiär fem år efter regissörens förra filmprojekt, hans debut Legender från Övärlden. Den blev betydligt mer framgångsrik än sin "föregångare" och präglades även av att far och son Miyazaki för första gången samarbetade på ett filmprojekt. Idén att animera en shōjo-manga och förlägga historien till 1963 (då han själv inte ens var född) var inte Gorō Miyazakis egen, och till en början var han kritisk till hela idén. Han förstod dock så småningom att filmens centrala motiv var djupare än ett enkelt konstaterande att "det var bättre förr", att det mer var en film som beskrev betydelsen av vänskap och "vardagens hjältar".
December 2010, sju månader före den japanska biopremiären, hade filmproduktionen hunnit till slutarbetet med bildmanuset.

### Produktionsfakta
- Originaltitel – コクリコ坂から (Kokuriko-zaka kara)
- Ursprungspremiär – 4 juli 2011
- Längd – 91 minuter
- Regi och bildmanus – Gorō Miyazaki
- Baserad på – manga av Tetsurō Sayama (text)
Chizuru Takahashi (bild)
- Manus – Hayao Miyazaki och Keiko Niwa
- Planering – Hayao Miyazaki
- Figurdesign och animationsledare – Katsuya Kondō
- Konstnärlig ledare – Satoshi Kuroda
- Producent – Toshio Suzuki
- Exekutiv producent – Seīchiro Ujīe, Takashi Shōji
- Distributör – Tōhō
- Musik – Takebe Satoshi
- Ledmotiv – "Sayonara no Natsu" (text: Yukiko Marimura; musik: Kōichi Sakata; sång: Aoi Teshima)

Källor: 

## Distribution och mottagande
Uppe på vallmokullen gick 16 juli 2011 upp i 457 japanska biosalonger, och efter två månaders visningar hade filmen lockat sammanlagt 3 300 000 biobesökare. Det planerades då för att filmen fortfarande i början av oktober skulle gå på över 300 biodukar. Filmen blev årets mest besökta japanska film på bio samt den tredje totalt, efter Harry Potter och dödsrelikerna, del 2 och Pirates of the Caribbean – I främmande farvatten. Kokuriko-zaka kara visades november 2011 på den internationella filmfestivalen i Rom. Den hade fransk biopremiär (med elva biokopior) den 11 januari 2012 och sålde på fyra veckors visningar 287 000 biobiljetter. I Sverige skedde biopremiären 21 december 2012.

### Kritikermottagande
Uppe på vallmokullen har mestadels fått positiv kritikerrespons. Mark Schilling på The Japan Times beskrev den som en "renhjärtad, melodramatisk ungdomsfilm". Recensenten ansåg dock att historien var "förutsägbar" och regin "medelmåttig". Han sammanfattade dock sin bedömning med att hylla filmen, för att "en uppsjö av historiska inslag från tidigt 60-tal ger ett både och nostalgiskt realistiskt skimmer åt eran". Takashi Kondo från The Daily Yomiuri sa att filmen "är fylld med otaliga upplevelser och erfarenheter som sedan dess gått förlorade" Kondo sa också att "den förenade fader-och-son-produktionen (med Hayao och Goro Miyazaki) åstadkom ett underbart resultat och att Kokuriko-zaka Kara är ett verk som behöver behöver bli sedd, särskilt idag".
I Frankrike blev filmen positivt bemött i pressen, även om vissa recensenter saknade något i både manus och animation.
Vid den svenska premiären gav Göteborgs-Postens Patrik Andersson den fyra av fem fyrar och berömde den för att den aldrig blir "det var bättre förr-nostalgisk. Tvärtom ifrågasätter den om både människor och samhälle valde rätt väg då och om vi gör det nu." Han saknade inte filmens brist på den traditionella Studio Ghibli-magin utan ansåg att de handmålade bilderna skimrade starkt likafull och uppskattade att historien var allt annat än svartvit och att rollfigurerna skildrades med värme. Jan Lumholdt på Svenska Dagbladet gav filmen fem tärningsprickar av sex, under rubriken "Utsökt berättelse rik på historiska detaljer") och ansåg att samarbetet far och son emellan Miyazaki gett ett utsökt resultat. Han tyckte att filmen "för den som har åldern inne" (dvs inte längre förväntar sig att få se en ren barnfilm) är mycket se- och älskvärd. "Lika subtil som ömsint historisk-kulturell detaljrikedom har lagts på tidsandan", menar han och avrundar med att erkänna att han numera ganska ofta går och visslar på 60-talshiten Sukiyaki. Den låten, som dyker upp på flera ställen i filmen, var den första japanska internationella låtsuccén. Expressens Ronnit Hasson (tre av fem getingar) tyckte att filmen med sina traditionella grön-bruna färgtoner är en fröjd för ögat. Hon retade sig dock på att kvinnobilden i filmen också den är traditionell, med kvinnor vid spisen och män som frihetsskämpar. Slutbetyget löd "Det lunkar på i godmodig och trygg anda. Det är fint. Men inte mer än så". I Metro fick den fyra av fem glober, i en kort recension där filmens något förutsägbara karaktär kritiserades men där den ändå blev till ett stycke filmmagi, på grund av de mångfacetterade rollfigurerna samt "Miyazaki seniors typiska känsla för tajming, atmosfär och tids-anda".

### Premiärer och hemvideoutgåvor
- Japan – コクリコ坂から (Kokuriko-zaka kara, bio 16 juli 2011, DVD/BD 20 juni 2012)
- Kanada – From Up on Poppy Hill (Torontos filmfestival 8 september 2011)
- Sydkorea – 코쿠리코 언덕에서 (bio 29 september 2011, 3 september 2012)
- Italien – La collina dei papaveri (Roms filmfestival 1 november 2011[30], bio 6 november 2012, DVD 11 december 2012)
- Frankrike	– La colline aux coquelicots (bio i Paris 14 november 2011, bio 11 januari 2012, DVD 4 juli 2012)
- Hongkong – 紅花坂上的海 (Hónghuā bǎnshàng dì hǎi, begr. bio 7 januari 2012, bio 19 januari 2012[31], DVD/BD 4 september 2012)
- Belgien – La colline aux coquelicots (bio, fransk version, 11 januari 2012)
- Schweiz – La colline aux coquelicots (bio, fransk version, 11 januari 2012
- Mexiko – La colina de las amapolas (Riviera Maya Film Festival 20–25 mars 2012,[32] DVD 15 december 2012; DVD 2013?)
- Turkiet – Tepedeki Ev (Istanbuls filmsfestival 8 april 2012, begr. bio 3 augusti 2012, DVD 8 mars 2013)
- Storbritannien – From Up on Poppy Hill (Terracotta Far East Film Festival 13 april 2012)
- Thailand – ป๊อปปี้ ฮิลล์ ร่ำร้องขอปาฏิหาริย์ (26 april 2012)
- Taiwan – 來自紅花坂 (DVD/BD 7 september 2012)
- Finland – Kukkulan tyttö, sataman poika (bio 28 september 2012, DVD 4 februari 2013)
- Ryssland – Со склонов Кокурико (So sklonov Kokuriko; 18 oktober 2012[33])
- USA – From Up on Poppy Hill (Los Angeles 16 november 2012, bio/New York 13 mars 2013[34])
- Norge – Møte på valmueåsen (bio 23 november 2012, DVD 13 mars 2013)
- Australien – From Up on Poppy Hill (begr. 20 december 2012)
- Sverige – Uppe på vallmokullen (bio 21 december 2012, DVD 24 april 2013)
- Tyskland – Tyskland - Der Mohnblumenberg (DVD 2014)

Källor: 

## Utmärkelser
| År   | Prisutdelning                            | Kategori             | Resultat | Mottagare            |
| ---- | ---------------------------------------- | -------------------- | -------- | -------------------- |
| 2012 | Japanska filmakademins 35:e prisceremoni | Årets animerade film | vinst    | Uppe på vallmokullen |
| 2012 | 11:e Tokyo Anime Award                   | Årets animerade film | vinst    | Uppe på vallmokullen |